# دستینیشن متریتی
دستینیشن متریتی (انگلیسی: Destination Maternity) شرکت پوشاک آمریکایی است، که در سال ۱۹۸۲ تأسیس شد.